# Apșița Veche, Rahău
Apșița Veche (în ucraineană Водиця, Vodîțea) este localitatea de reședință a comunei Apșița Veche din raionul Rahău, regiunea Transcarpatia, Ucraina.
Conform recensământului din 2001, în localitate trăiau 26 de români.

## Demografie
Componența lingvistică a localității Apșița Veche
     Ucraineană (97,61%)
     Română (1,38%)
     Alte limbi (0,85%)
Conform recensământului din 2001, majoritatea populației localității Apșița Veche era vorbitoare de ucraineană (97,61%), existând în minoritate și vorbitori de română (1,38%).